# Michael Müller (Gewichtheber)
Michael Müller (* 24. September 1987 in Berlin, † Oktober 2024) war deutscher Gewichtheber, mehrfacher deutscher Meister und Trainer am Olympiastützpunkt Berlin.

## Sportlicher Anfang
Michael Müller wuchs in Berlin auf und kam mit vier Jahren zum Fußball, mit 5 Jahren zum Kunstturnen. 1994, ab der dritten Klasse, besuchte er dann die Sportschule in Hohenschönhausen als Kunstturner. 2000 folgte der Wechsel von der Grundschule in die Mittelstufe. Gleichzeitig wechselte er die Sportart vom Kunstturnen zum Gewichtheben beim Berliner TSC, da man zu wenig Potenzial in seiner Person sah.

## Karriere als Gewichtheber
2000 bis 2004 besuchte Müller die Mittelstufe der Sportschule in Hohenschönhausen, das heutige Schul- und Leistungssportzentrum Berlin SLZB. Ab 2002 stellte sich auch der erste große Erfolg mit dem 2. Platz in den deutschen Meisterschaften ein. 2004 folgte der Realschulabschluss, gefolgt von einer Ausbildung als Koch. 2007 konnte er die Ausbildung verkürzt abschließen. 2008 bis 2009 folgte dann ein freiwilliges soziales Jahr beim Berliner TSC. In der Zeit erwarb Müller seine Trainer-C-Lizenz. Die Jahre 2007 bis 2009 waren geprägt von intensivem Training und guten Fortschritten, die 2009 zu einem Platz in der Sportfördergruppe der Bundeswehr führten. Die folgenden zehn Jahre war Müller bei der Bundeswehr und in der deutschen Nationalmannschaft der Gewichtheber. In dieser Zeit erwarb er die B- und A-Lizenz als Trainer im Gewichtheben. Im Oktober 2024 ist Müller unerwartet und plötzlich verstorben.

## Aktuelle Engagements
Seit 2000 war Müller Mitglied beim Berliner TSC. Seit 2015 engagierte sich Müller im Ehrenamt als Jugendwart beim Berliner TSC.
Seit 2017 arbeitete er als Coach für Gewichtheben bei CrossFit Icke.
Seit 2019 studierte Müller an der DHGS Deutsche Hochschule für Gesundheit und Sport in Berlin Sport und angewandte Trainingswissenschaft. Ebenfalls 2019 startete Müller am Olympiastützpunkt in Berlin als Gewichthebetrainer (Trägerverein des Olympiastützpunktes Berlin e. V.)

## Statistiken

### Deutsche Meisterschaften
- 2019, 2. Platz, Deutsche Meisterschaften in Obrigheim mit 85,00 kg Körpergewicht einer Gesamtleistung von 322,0 kg
- 2018, 1. Platz, Deutsche Meisterschaften in Roding mit 84,80 kg Körpergewicht einer Gesamtleistung von 330,0 kg
- 2017, 2. Platz, Deutsche Meisterschaften in Speyer mit 86,60 kg Körpergewicht einer Gesamtleistung von 341,0 kg
- 2016, 1. Platz, Deutsche Meisterschaften in Plauen mit 84,60 kg Körpergewicht einer Gesamtleistung von 337,0 kg
- 2015, 4. Platz, Deutsche Meisterschaften in Chemnitz mit 86,50 kg Körpergewicht einer Gesamtleistung von 332,0 kg
- 2013, 2. Platz, Deutsche Meisterschaften in Ohrdruf mit 84,60 kg Körpergewicht einer Gesamtleistung von 330,0 kg
- 2012, 1. Platz, Deutsche Meisterschaften in Roding mit 84,55 kg Körpergewicht einer Gesamtleistung von 332,0 kg
- 2011, 2. Platz, Deutsche Meisterschaften in Forst mit 84,70 kg Körpergewicht einer Gesamtleistung von 320,0 kg
- 2010, 1. Platz, Deutsche Meisterschaften in Chemnitz mit 84,70 kg Körpergewicht einer Gesamtleistung von 330,0 kg
- 2008, 2. Platz, Deutsche Meisterschaften in Rodewisch mit 82,20 kg Körpergewicht einer Gesamtleistung von 315,0 kg
- 2007, 6. Platz, Deutsche Meisterschaften in Obrigheim mit 76,10 kg Körpergewicht einer Gesamtleistung von 285,0 kg
- 2007, 3. Platz, Deutsche Meisterschaften in Obrigheim mit 76,10 kg Körpergewicht einer Gesamtleistung von 285,0 kg
- 2006, 13. Platz, Deutsche Meisterschaften in Forst mit 74,40 kg Körpergewicht einer Gesamtleistung von 251,0 kg
- 2006, 8. Platz, Deutsche Meisterschaften in Forst mit 74,40 kg Körpergewicht einer Gesamtleistung von 251,0 kg
- 2005, 2. Platz, Deutsche Meisterschaften in Berlin mit 68,80 kg Körpergewicht einer Gesamtleistung von 238,0 kg
- 2004, 4. Platz, Deutsche Meisterschaften in Breitungen mit 68,10 kg Körpergewicht einer Gesamtleistung von 235,0 kg
- 2003, 3. Platz, Deutsche Meisterschaften in Obrigheim mit 60,70 kg Körpergewicht einer Gesamtleistung von 195,0 kg
- 2002, 2. Platz, Deutsche Meisterschaften in Pfungstadt mit 53,30 kg Körpergewicht einer Gesamtleistung von 157,5 kg

### Europameisterschaften
- 2017, 7. Platz, EM in Split (CRO) mit 84,50 kg Körpergewicht einer Gesamtleistung von 345,0 kg
- 2013, 11. Platz, EM in Tirana (ALB) mit 84,21 kg Körpergewicht einer Gesamtleistung von 321,0 kg
- 2010, 5. Platz, EM in Limassol (CYP) mit 84,10 kg Körpergewicht einer Gesamtleistung von 331,0 kg

### Weltmeisterschaft
- 2013, 11. Platz,  WM in Breslau (POL) mit 84,68 kg Körpergewicht einer Gesamtleistung von 340,0 kg

### Internationale Turniere
- 2015, 11. Platz, IT in Meißen mit 86,40 kg Körpergewicht einer Gesamtleistung von 310,0 kg
- 2013, 11. Platz, IT in Meißen mit 85,00 kg Körpergewicht einer Gesamtleistung von 310,0 kg
- 2010, 1. Platz, IT in Frankfurt (Oder) mit 84,70 kg Körpergewicht einer Gesamtleistung von 330,0 kg

### Nationale Turniere
- 2013, 3. Platz, NT in Forst mit 86,60 kg Körpergewicht einer Gesamtleistung von 332,0 kg
- 2009, 6. Platz, NT in Forst mit 83,30 kg Körpergewicht einer Gesamtleistung von 305,0 kg
- 2008, 2. Platz, NT in Eibau mit 76,80 kg Körpergewicht einer Gesamtleistung von 298,0 kg
- 2007, 11. Platz, NT in Forst mit 76,30 kg Körpergewicht einer Gesamtleistung von 285,0 kg
- 2006, 6. Platz, NT in Görlitz mit 74,90 kg Körpergewicht einer Gesamtleistung von 260,0 kg
- 2003, 5. Platz, NT in Chemnitz mit 57,80 kg Körpergewicht einer Gesamtleistung von 177,5 kg

### Jugend-Turniere
- 2005, 6. Platz, IDJM in Obrigheim mit 71,50 kg Körpergewicht einer Gesamtleistung von 240,0 kg
- 2005, 4. Platz, LP in Breitungen mit 71,50 kg Körpergewicht einer Gesamtleistung von 235,0 kg
- 2004, 10. Platz, IDJM in [[Riesa mit  kg Körpergewicht einer Gesamtleistung von 190.0 kg
- 2003, 10. Platz, IDM in Obrigheim]] mit 57,80 kg Körpergewicht einer Gesamtleistung von 177,5 kg
- 2003, 5. Platz, NT in Chemnitz mit 57,80 kg Körpergewicht einer Gesamtleistung von 177,5 kg

### Bestleistungen
im Stoßen:
- 190 kg, 2013 bei der Weltmeisterschaft in Breslau

im Reißen
- 157 kg, 2017 bei der Europameisterschaft in Split